# Chapelle Sainte-Marie-du-Ménez-Hom
La chapelle Sainte-Marie-du-Ménez-Hom est une chapelle située à Sainte-Marie-du-Ménez-Hom, commune de Plomodiern en Bretagne, France. Elle est située au sein d'un enclos paroissial.

## La chapelle et l'enclos

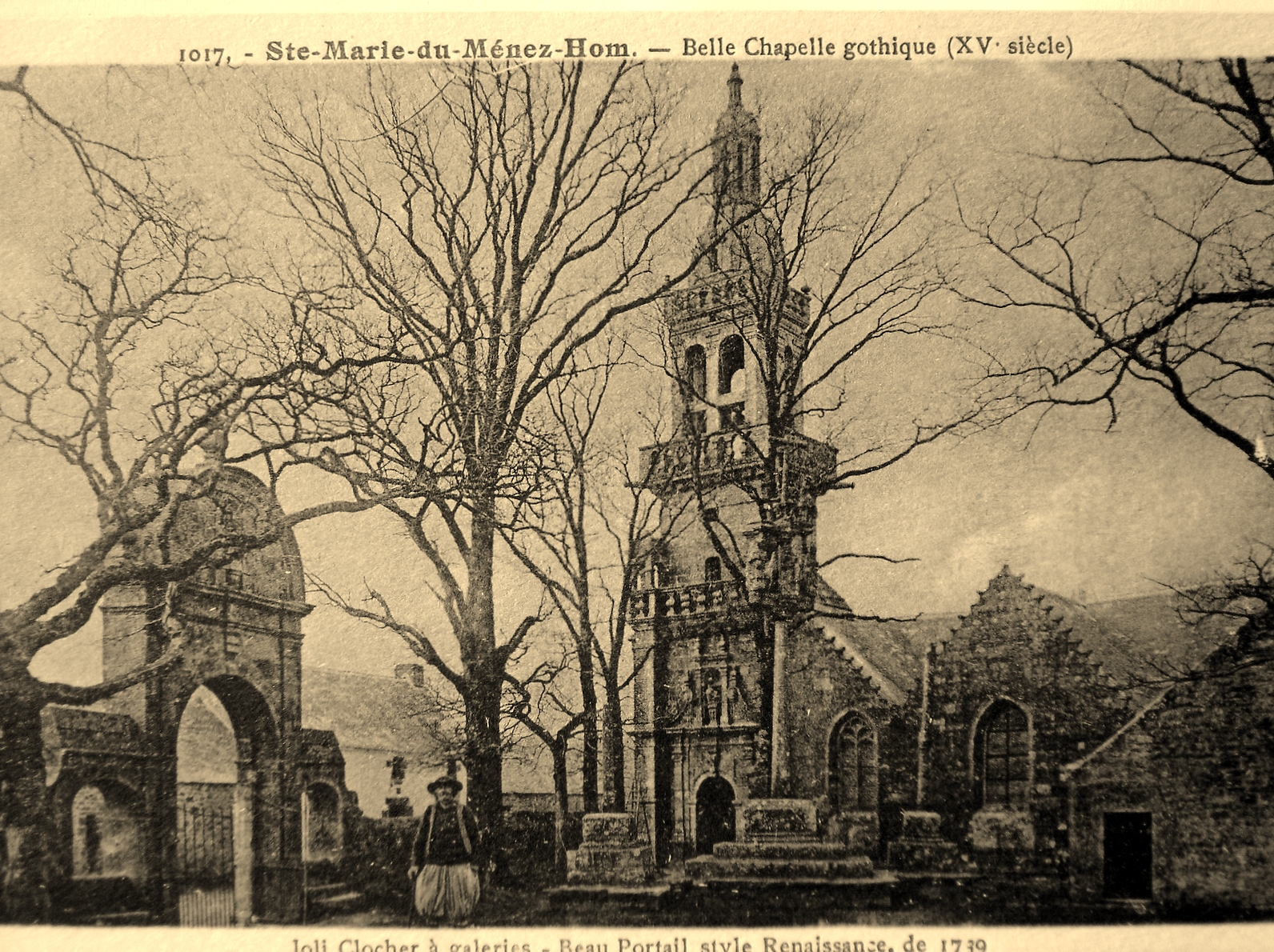
La chapelle de Sainte-Marie-du-Ménez-Hom et son enclos vers 1910 (carte postale, auteur inconnu).

La chapelle de Sainte-Marie-du-Ménez-Hom est une ancienne chapelle des Templiers ; sa sacristie porte l'étrange nom de  « Chambre des moines rouges », allusion à la couleur de la croix des Templiers. Elle servait de lieu de réunion et de recueillement aux Templiers qui séjournaient dans la région. La légende dit qu'entre la chapelle, les calvaires et la fontaine se trouverait un trésor.
Vers la fin de l'Ancien Régime, la chapelle Sainte-Marie-du-Ménez-Hom était, avec 1 700 livres de revenus annuels estimés, la seconde de l'évêché de Cornouaille pour le montant de ses revenus constitués essentiellement par les offrandes des pèlerins, donc probablement le second pèlerinage le plus fréquenté de l'évêché.
En mars 1903, lors d'une violente tempête, le clocher de la chapelle fut frappé par la foudre et la toiture s'effondra partiellement
La chapelle de Sainte-Marie-du-Ménez-Hom est classée au titre des monuments historiques depuis le 28 octobre 1916. En breton on l'appelle Ti ar Werc'hez (la Maison de la Vierge) comme le langage populaire dénommait les chapelles ayant la Vierge Marie pour patronne. La chapelle et son placître sont situés au pied des deux sommets du Ménez-Hom à une altitude de 193 mètres, au bord de la D 887, ancienne route nationale, important axe est-ouest qui fut longtemps l'axe principal d'accès à la presqu'île de Crozon.

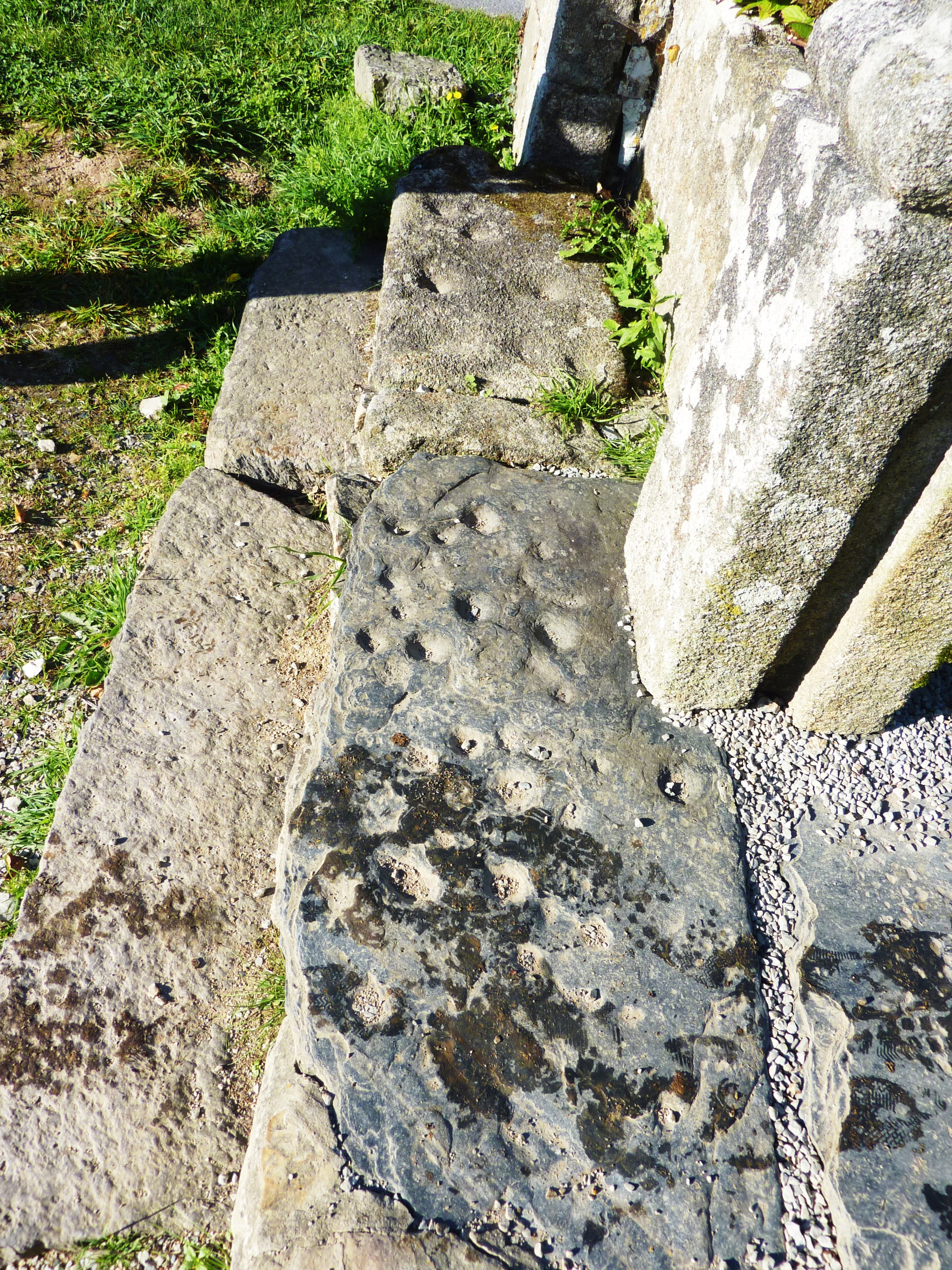
Cupules sur une dalle de schiste à l'entrée de l'enclos paroissial, traces probables d'un culte préchrétien
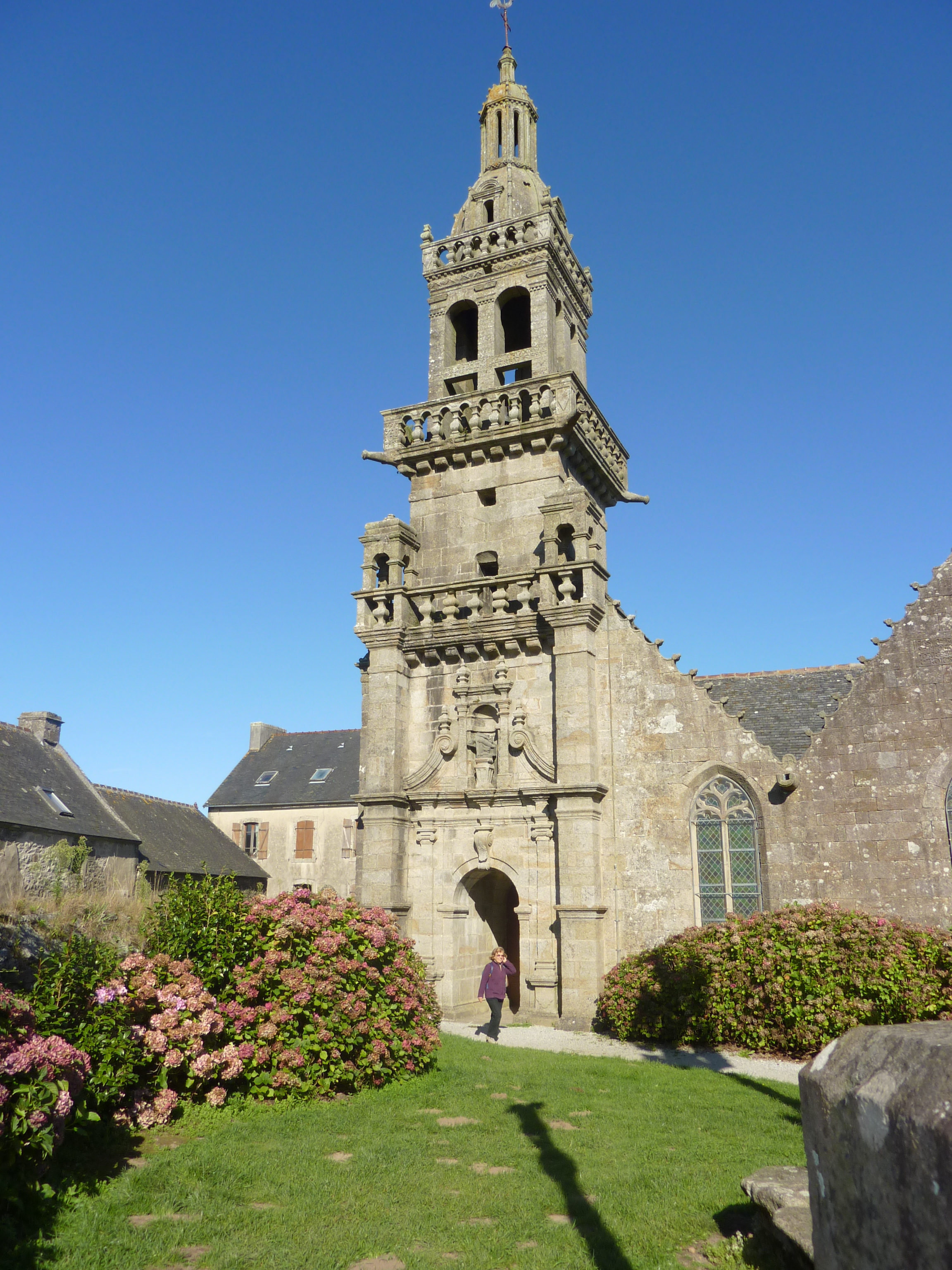
Le clocher-porche
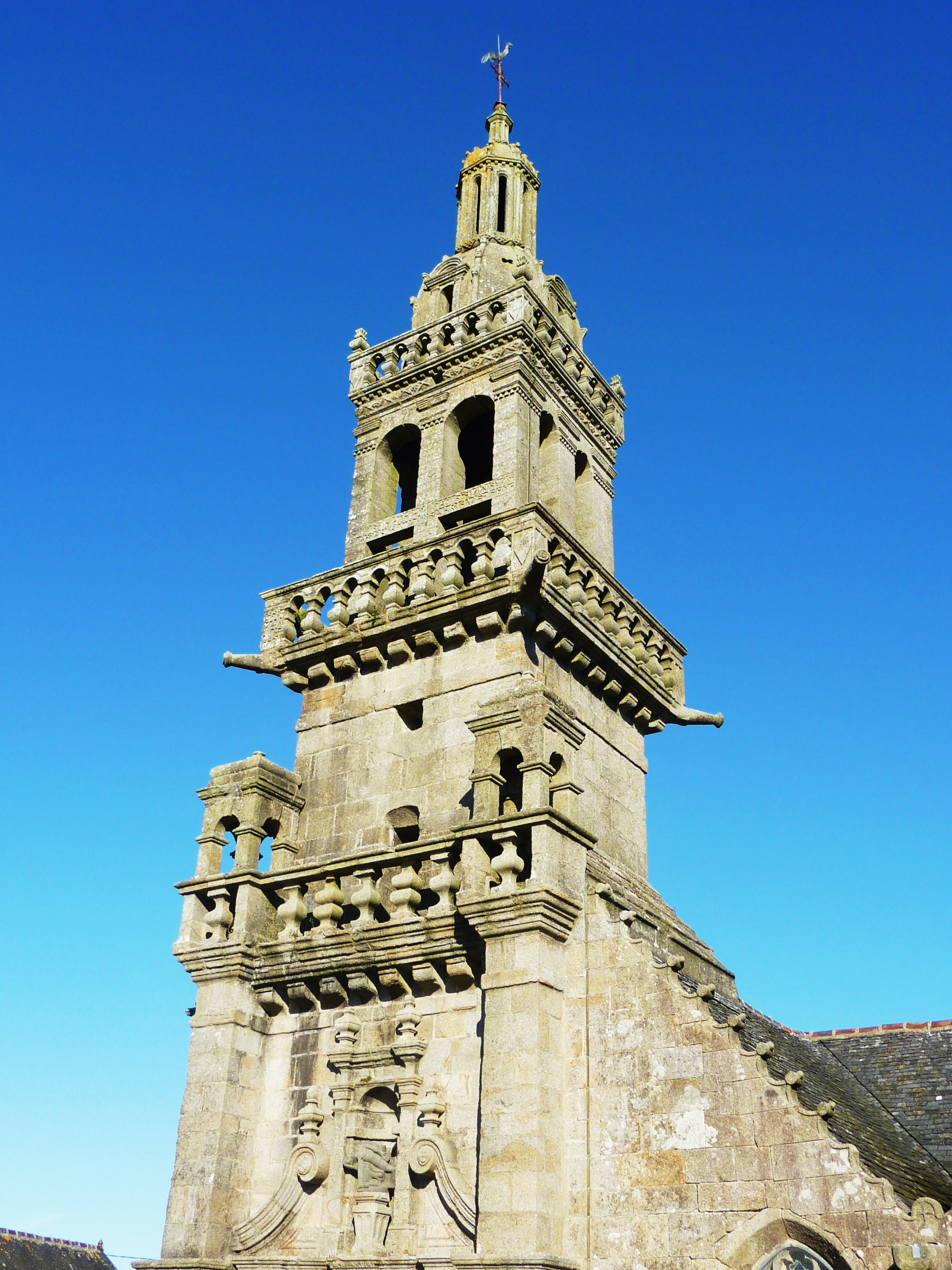
Le clocher avec ses trois galeries superposées et sa rotonde sommitale
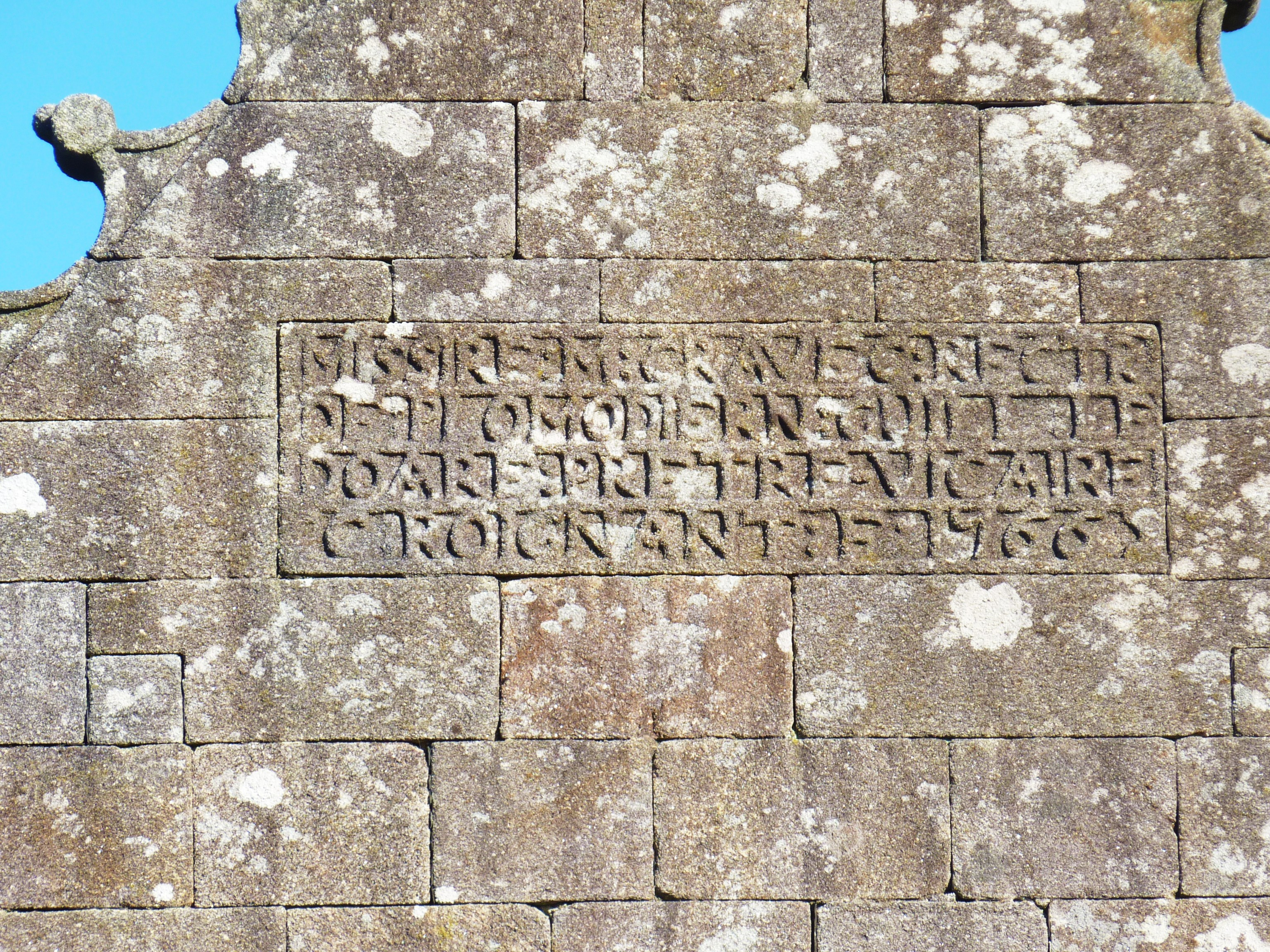
Inscription avec date d'achèvement de la chapelle (1766)

L'existence jusqu'au début du XXe siècle de foires importantes à cet endroit explique les importantes collectes d'argent qui ont permis d'édifier la chapelle construite entre 1570 (une pierre du pignon ouest porte cette date) et 1773. Cette chapelle qui fut précédée d'une chapelle romane totalement disparue. Les dons affluaient, ce qui explique la beauté de l'édifice et la richesse du mobilier. En 1780 par exemple, au rôle des décimes, Sainte-Marie-du-Ménez-Hom figurait pour 26 livres, bien avant d'autres chapelles de la région pourtant fort bien pourvues.

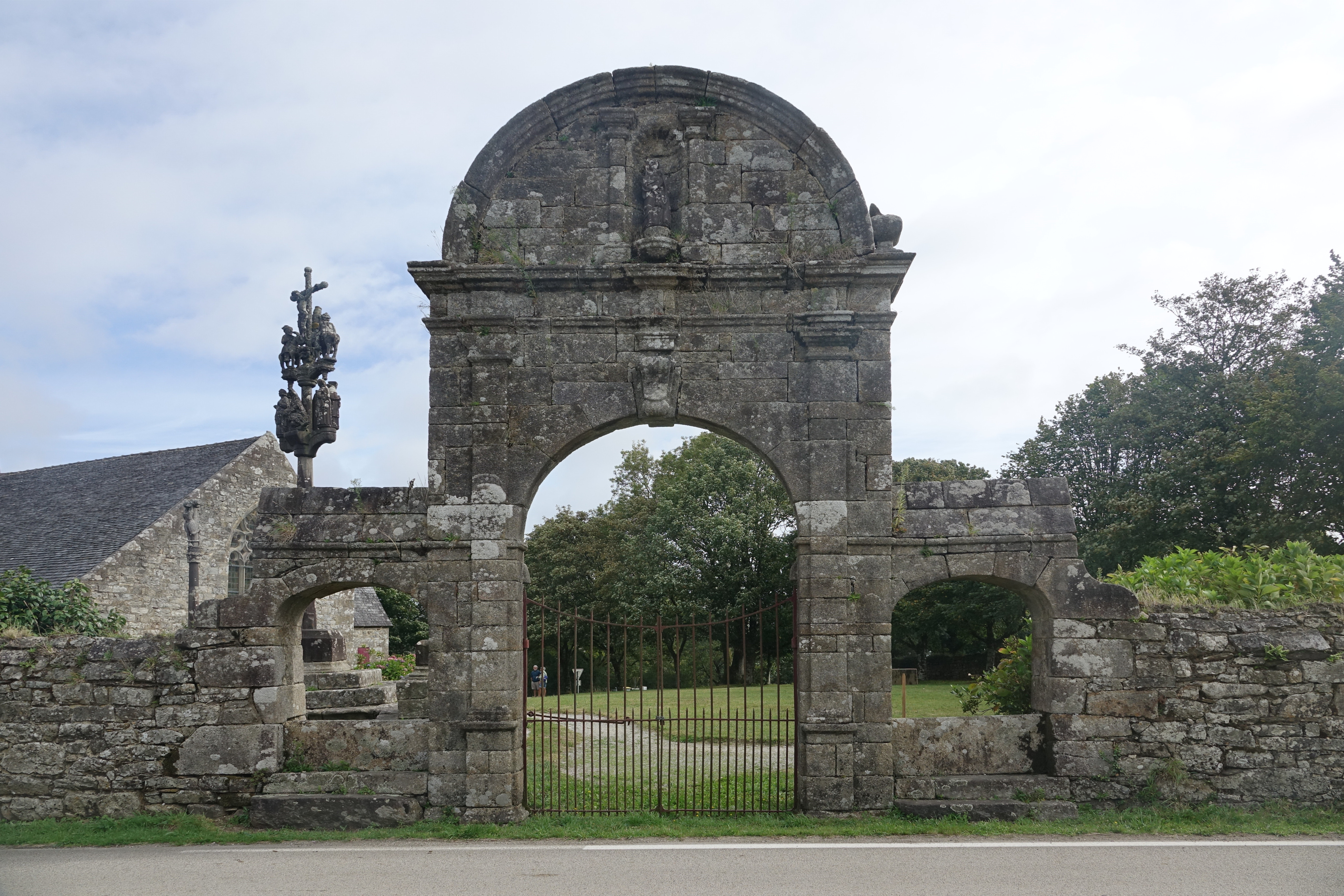
L'arc de triomphe, entrée de l'enclos
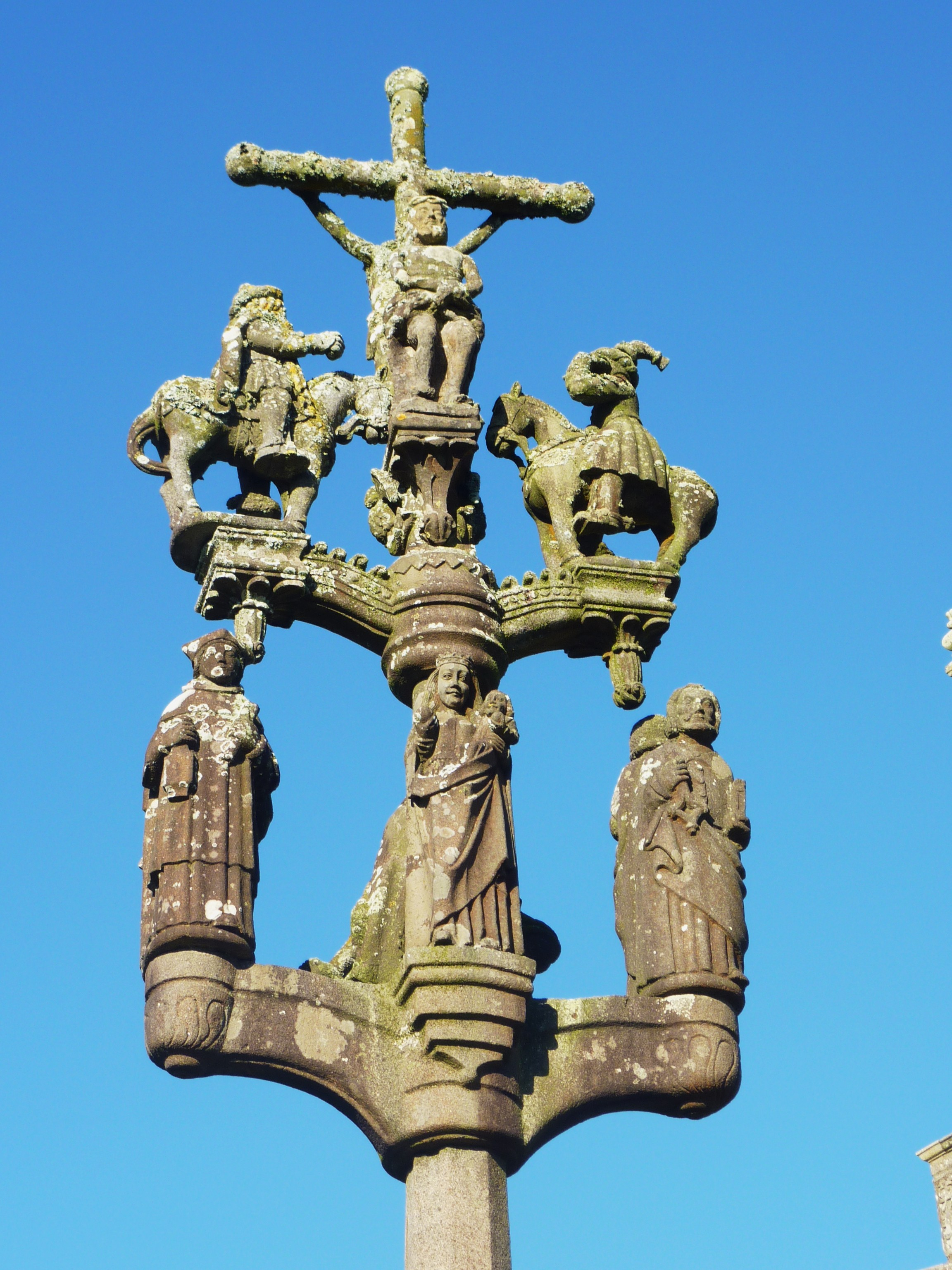
Le calvaire de 1544 dans le placître

- l'enclos paroissial : on y pénètre par un arc de triomphe daté de 1739 qui porte une statue de saint Hervé aveugle représenté avec son petit compagnon-guide Guic'haran (saint Hervé est localement assimilé à saint Mahouarn, patron de la paroisse de Plomodiern). Une autre entrée de l'enclos montre des dalles de schiste ardoisier creusées de cupules qui sont probablement un réemploi d'un temple préchrétien, servant peut-être à recueillir de l'eau considérée alors comme sacrée.

- le calvaire date de 1544 et est à trois fûts. À son sommet est représenté le Christ crucifié, l'étage en dessous porte deux cavaliers puis le second croisillon porte une pietà et deux statues géminées, l'une de saint Pierre et saint Jean, l'autre de sainte Marie-Madeleine et de saint Yves. Une autre statue au pied du calvaire représente Marie-Madeleine agenouillée et regardant le Christ crucifié. De part et d'autre du Christ sont aussi représentés le bon larron et le mauvais larron.
- le clocher-porche avec ses trois étages de balustrades superposées, construites à des dates différentes échelonnées de 1668 à 1773, est surmonté d'un dôme à lanternon imité de ceux de Rome.
- la chapelle : la façade est de la chapelle donnant sur l'enclos illustre bien les étapes successives de sa construction : un granit de Logonna pour la partie sud, la plus proche du clocher, un granit plus sombre d'une autre provenance pour la partie médiane (elle porte une inscription la datant : « Missire M. Cravec Recteur de Plomodiern, Guil Le Doaré Prêtre Vicaire C. Roignant. F. 1766 »), un simple appareillage de grès armoricain avec du granit uniquement en entourage des portes et vitres pour la dernière extension construite entre 1570 et 1591 et dénommée « la chambre des moines ».
- L'intérieur de la chapelle : les trois retables baroques du maître-autel et des deux autels latéraux sud et nord, avec leurs boiseries, le tout datant du début du XVIIIe siècle (1703 et 1710), ont été classés monuments historiques dès le 24 décembre 1912, avant la chapelle elle-même et viennent d'être restaurés (achèvement des travaux en 2010). Le retable central a été fait par Jean Le Séven, maître menuisier et Jean Cévaër, maître sculpteur[7]. Des colonnes torses, une abondante statuaire, de nombreux bas-reliefs encadrent la maîtresse-vitre. La partie centrale illustre la Sainte Famille et porte des statues de la Vierge Marie, de saint Joseph, de sainte Anne et de saint Joachim[8]. Le retable sud est consacré aux saints fondateurs de l'Église : saint Pierre, saint Jacques, saint André, saint Paul. Le retable nord illustre saint Jean-Baptiste, saint Louis, saint Laurent et sainte Marie-Madeleine[9].

Le Christ en croix, en bois, datant lui aussi du début du XVIIIe siècle, a été classé monument historique le 17 septembre 1957. Une statue en pierre de Kersanton datée du XVe siècle se trouve dans la nef et représente saint Laurent avec le gril de son martyre. Des sablières remarquables sont encore en place dont celle évoquant la légende du riche laboureur écrasé par son attelage parce qu'il s'était moqué de la Sainte Famille juchée sur un âne lors de la fuite en Égypte.

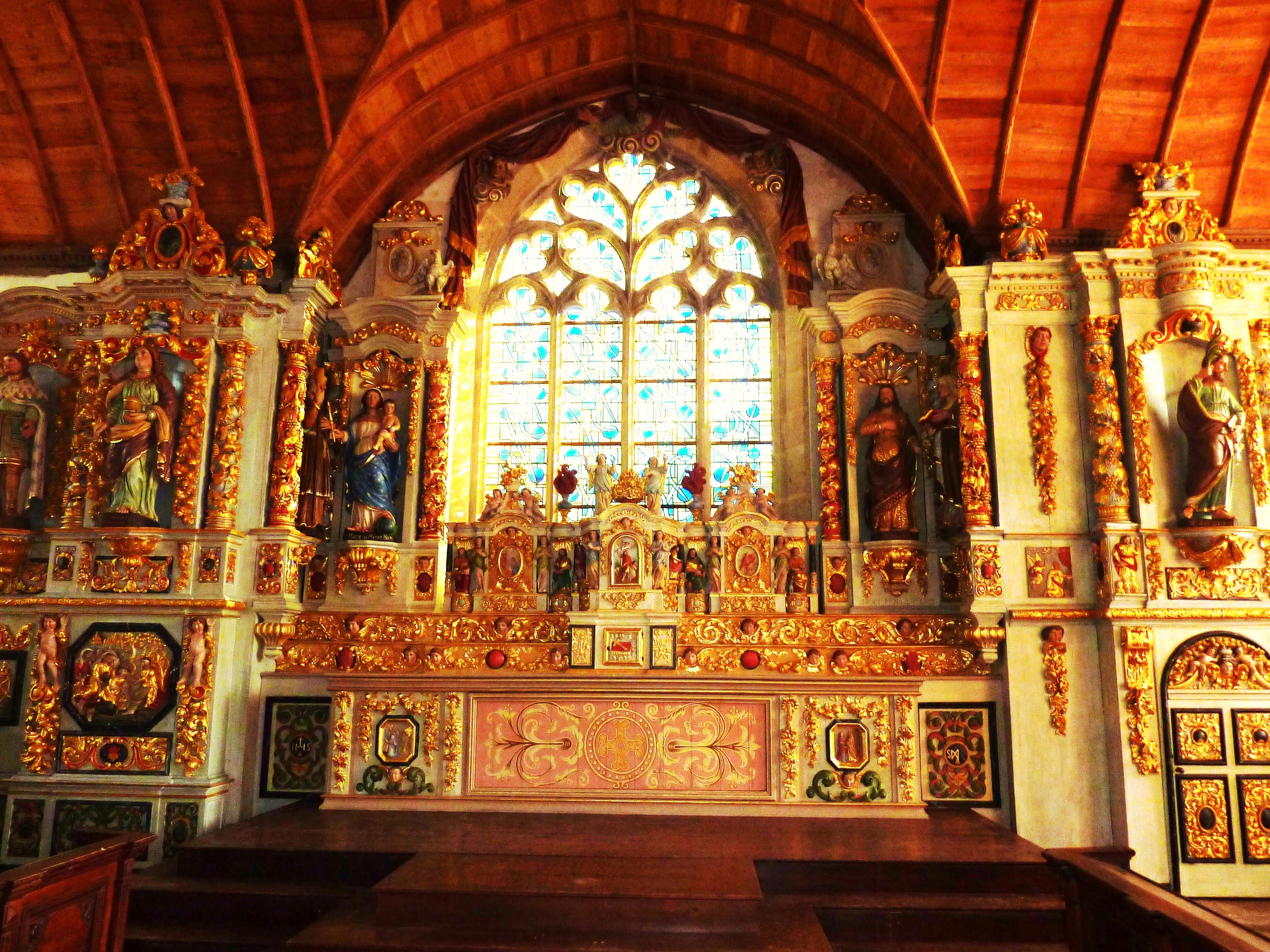
Autel central, retable
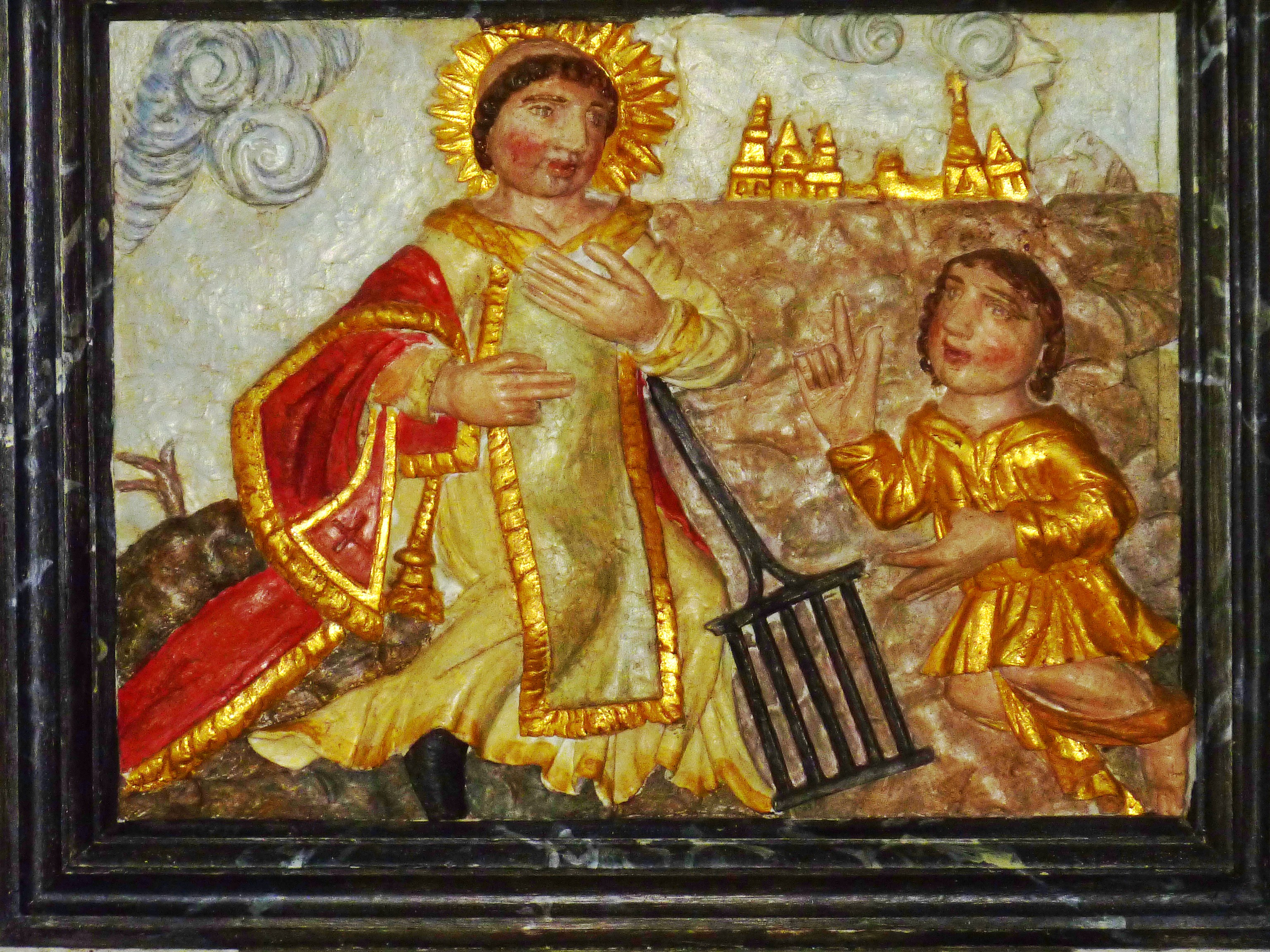
Autel nord, retable Le martyre de saint Laurent brûlé sur un gril
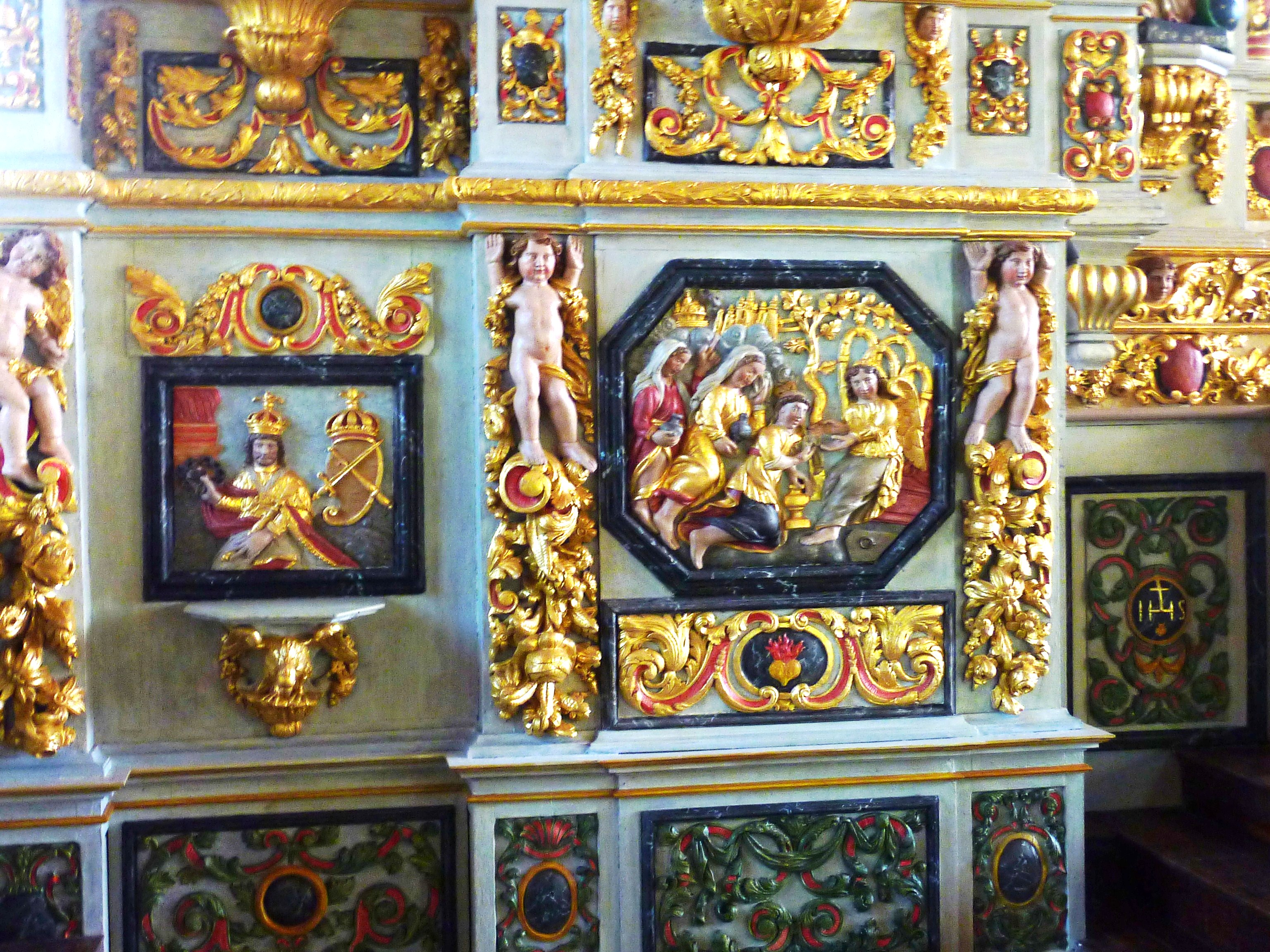
Autel nord, retable (détail), Saint Louis à gauche et les femmes au tombeau à droite
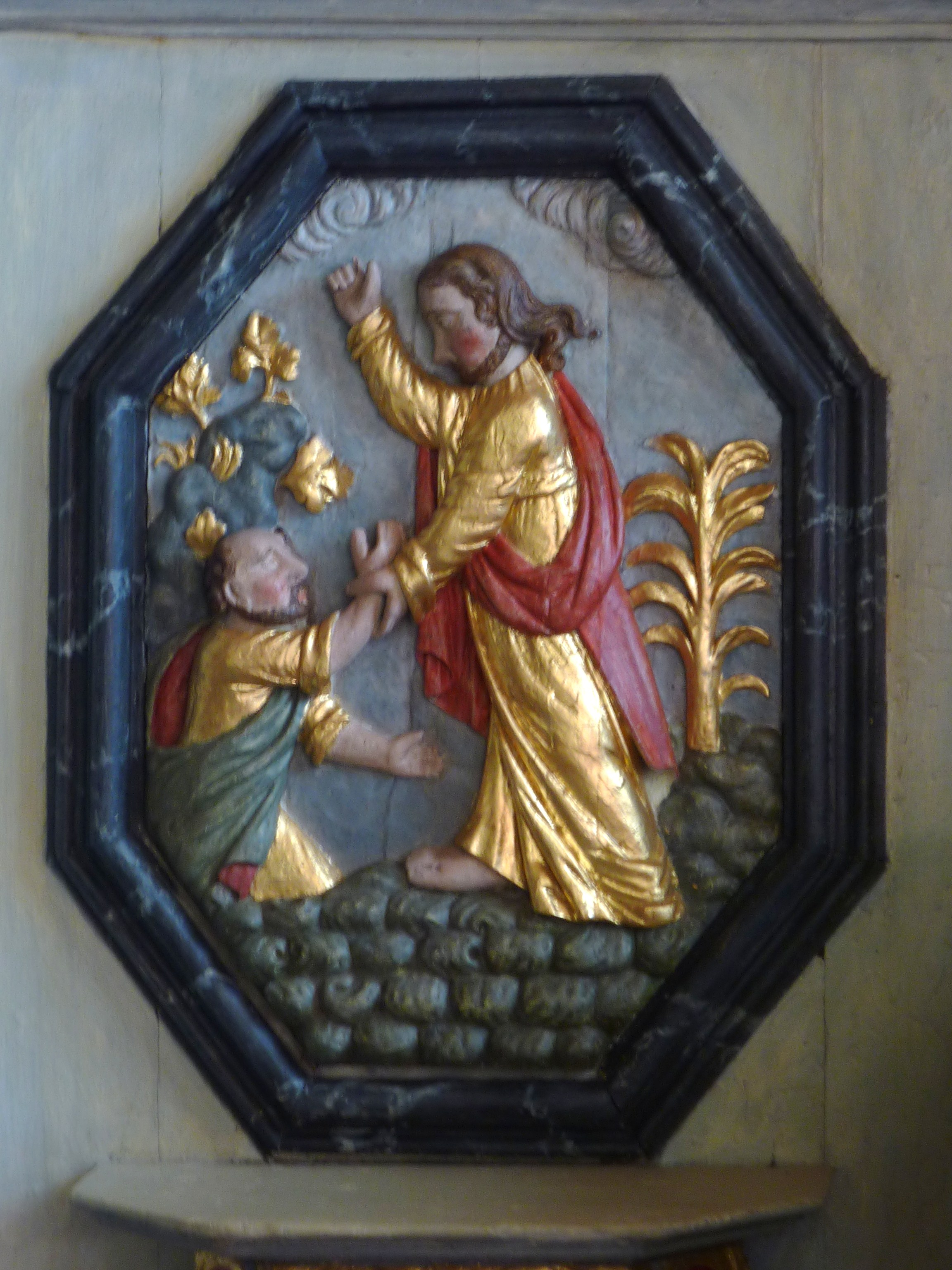
Le Christ marchant sur les eaux et saint Pierre tentant de le faire
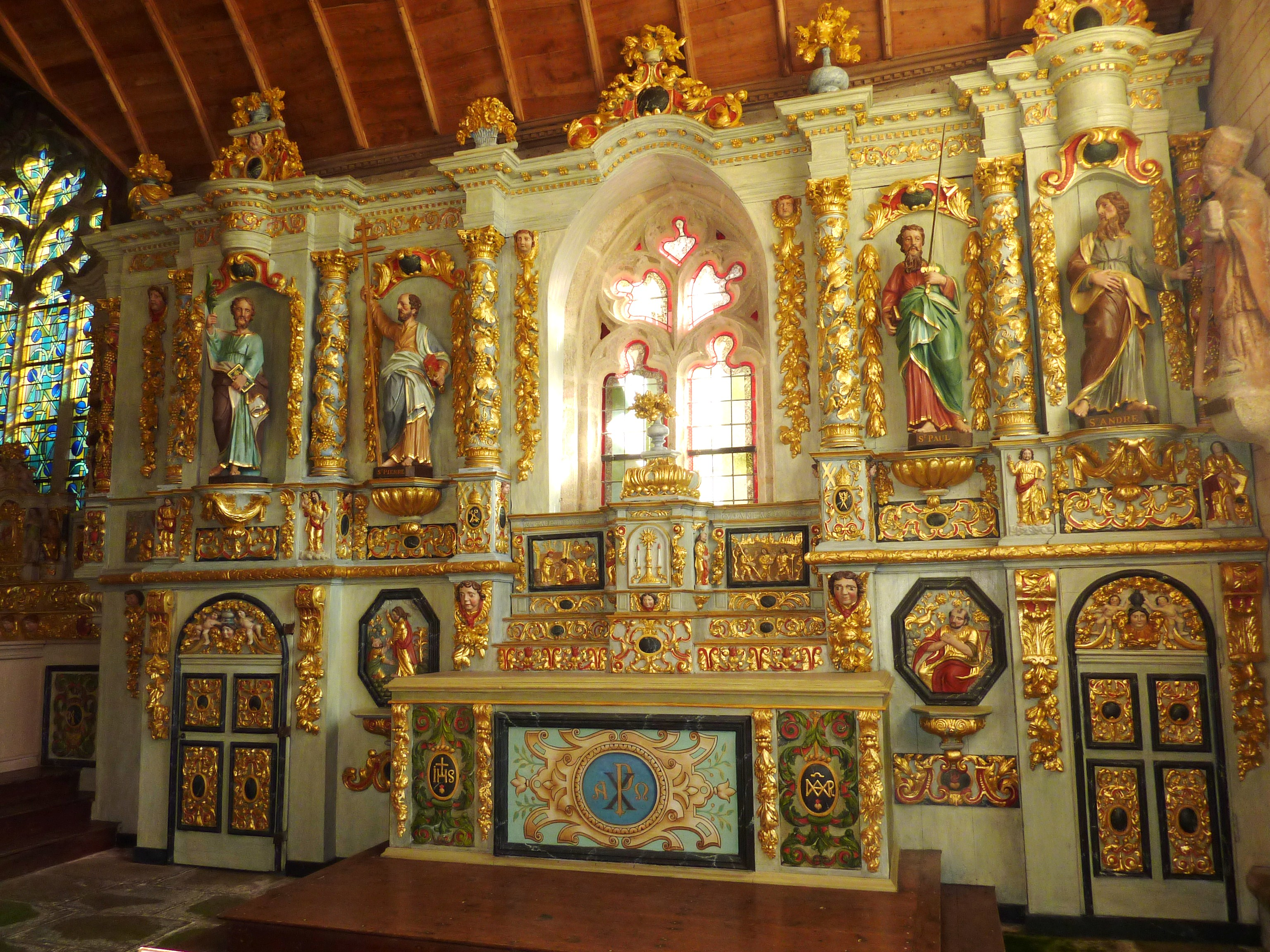
Autel sud, retable (vue d'ensemble)
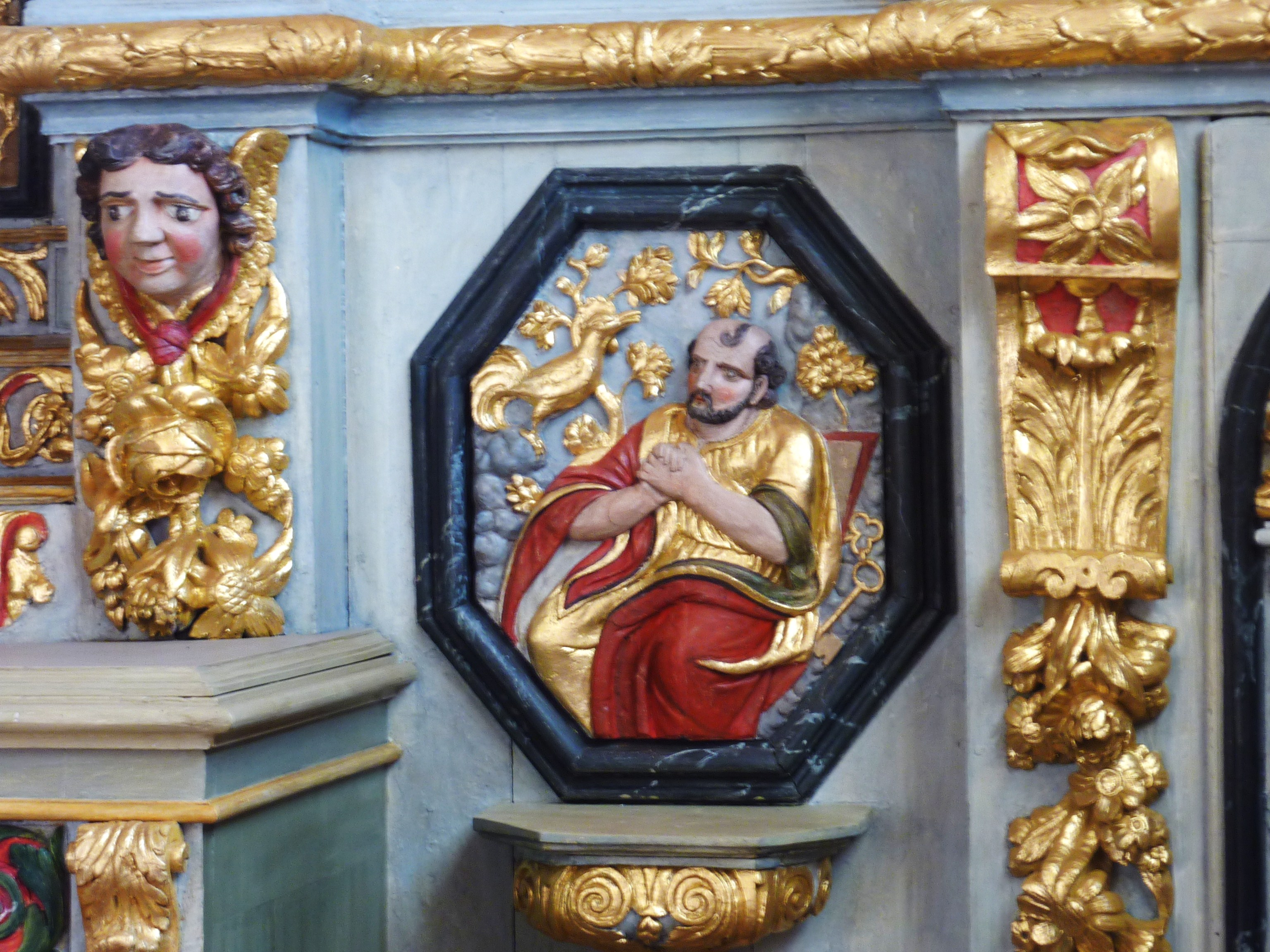
Autel sud, retable, saint Pierre et son reniement (coq)
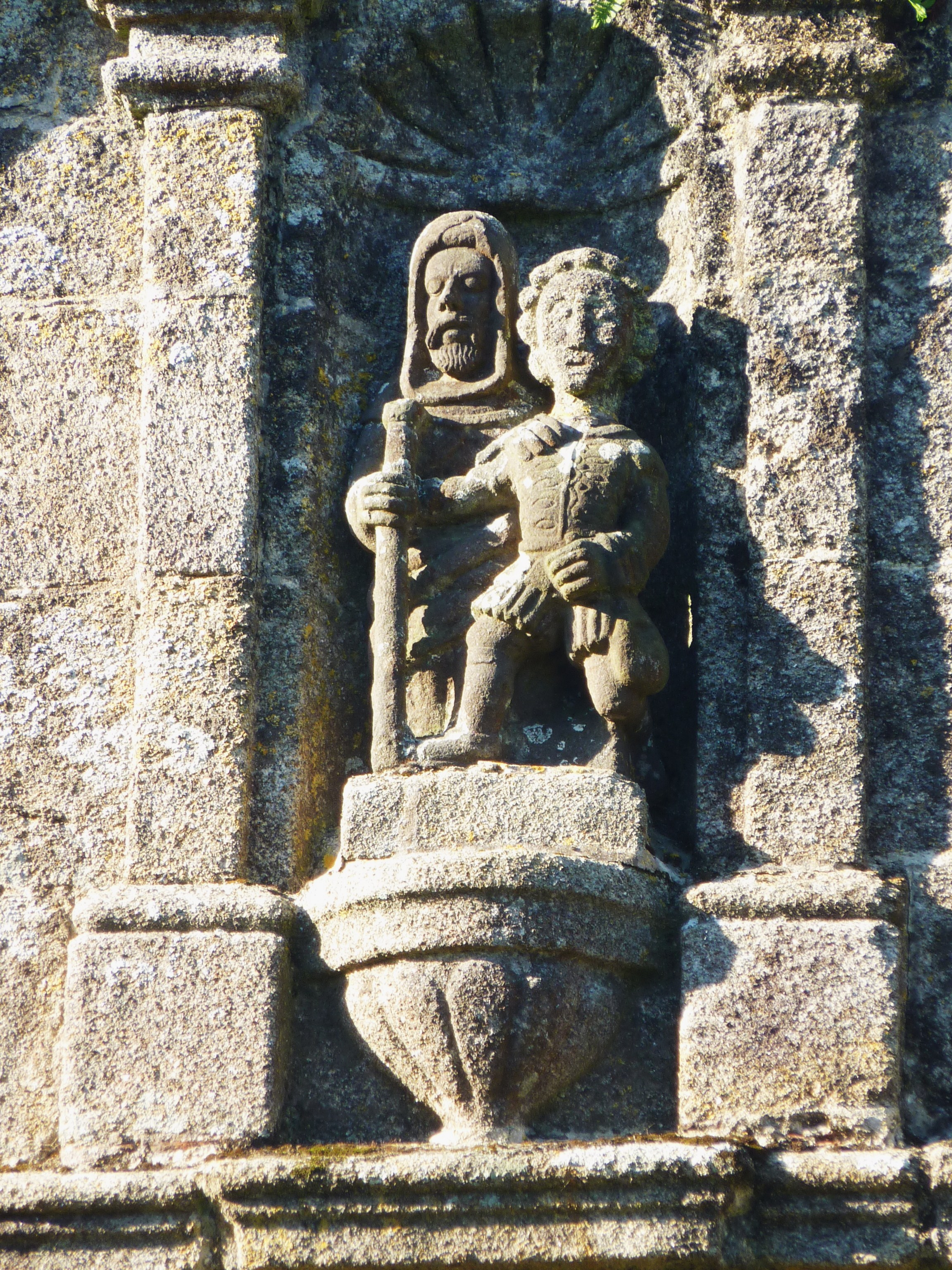
Statue de saint Hervé avec son bâton d'aveugle
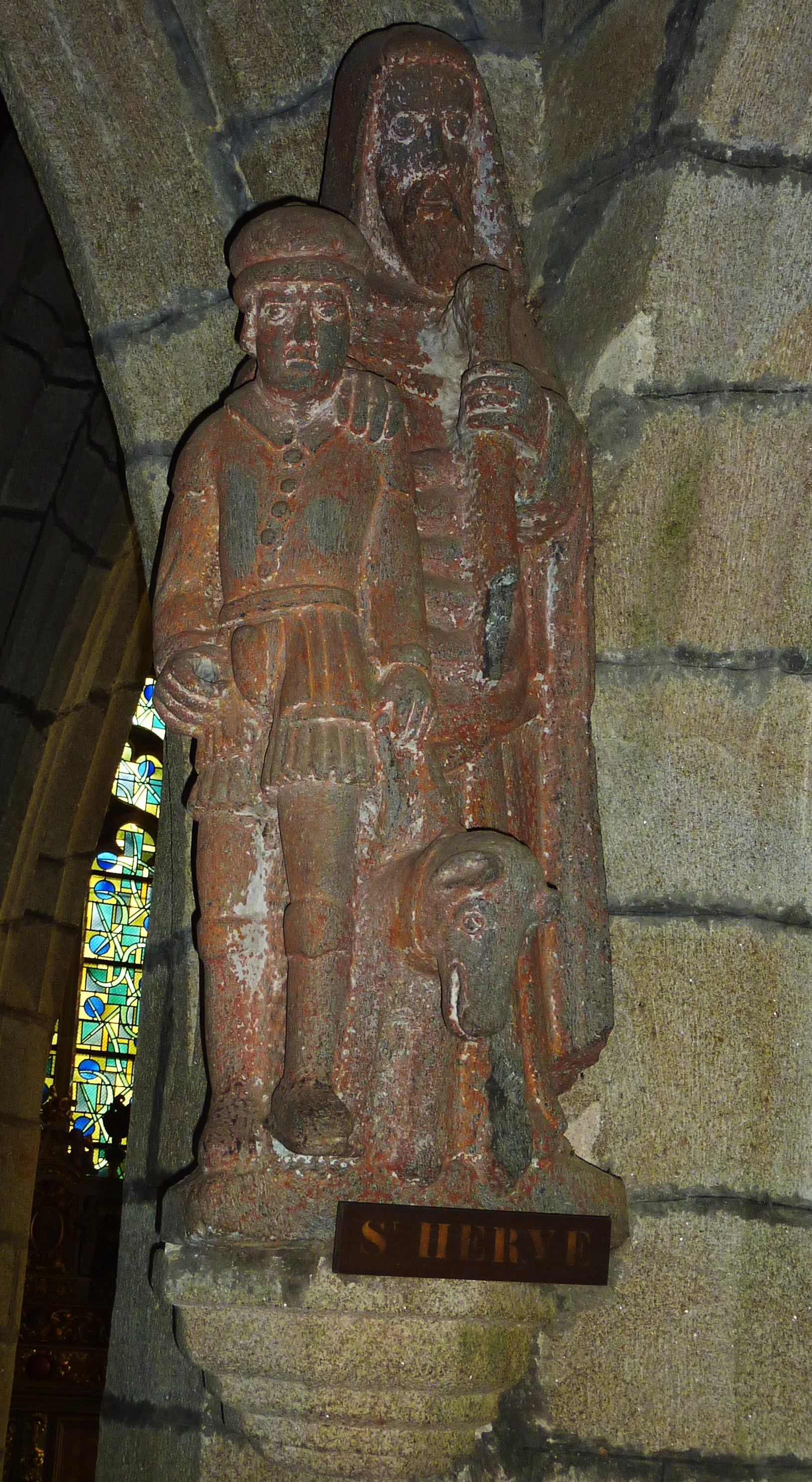
Statue de saint Hervé aveugle avec son loup apprivoisé et son guide
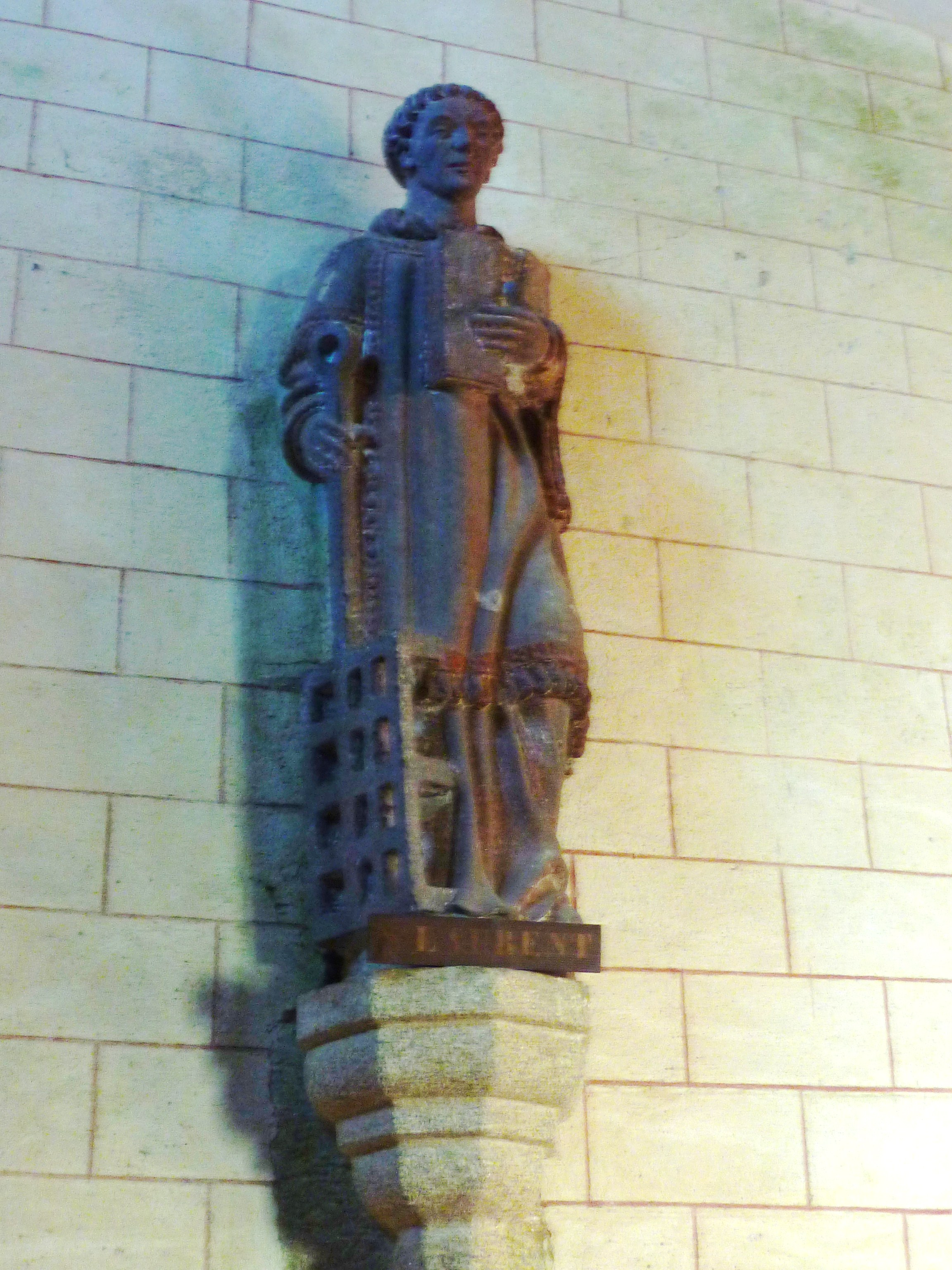
Statue de saint Laurent (XVe siècle)
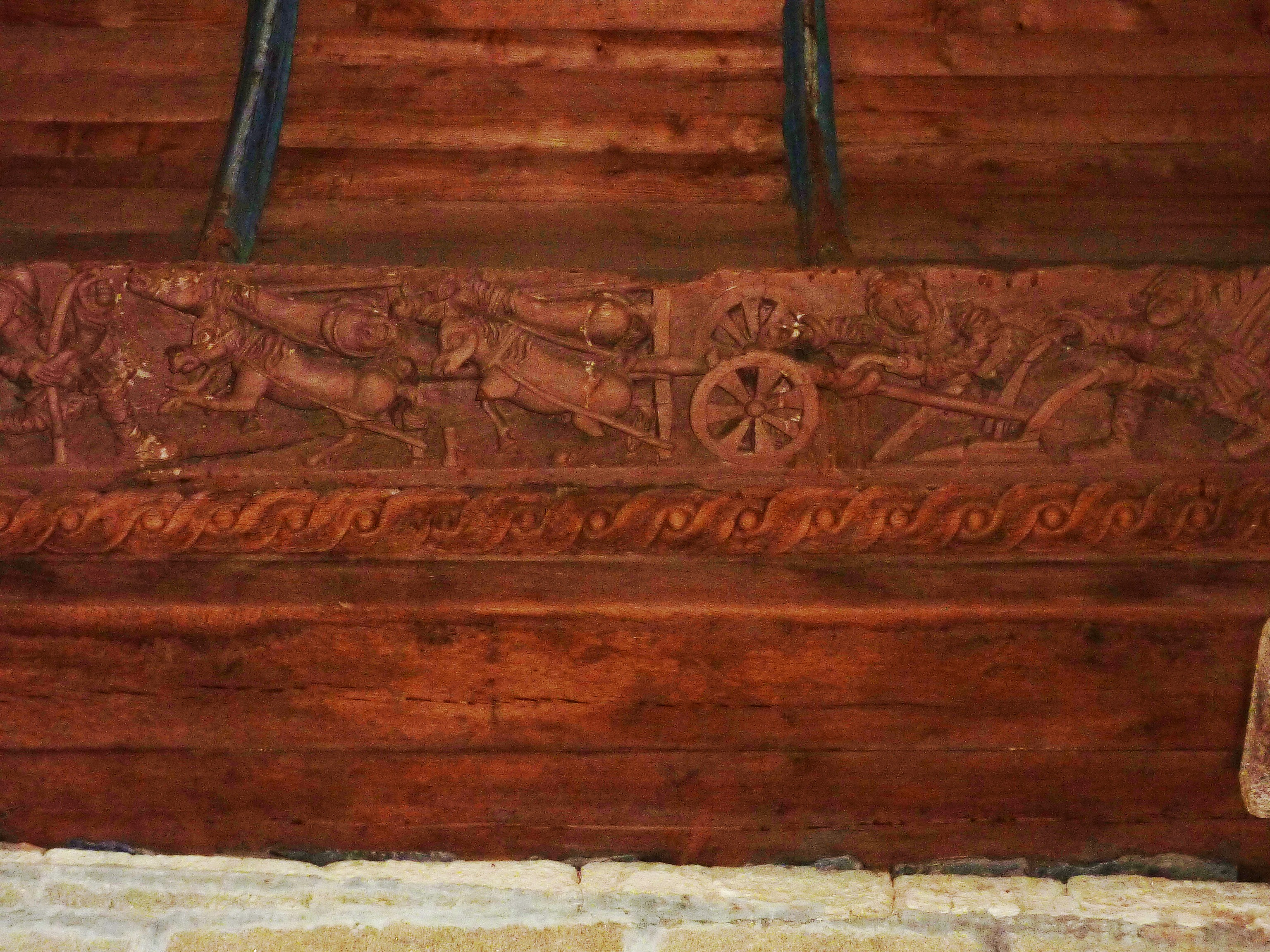
Sablière du riche laboureur (détail)
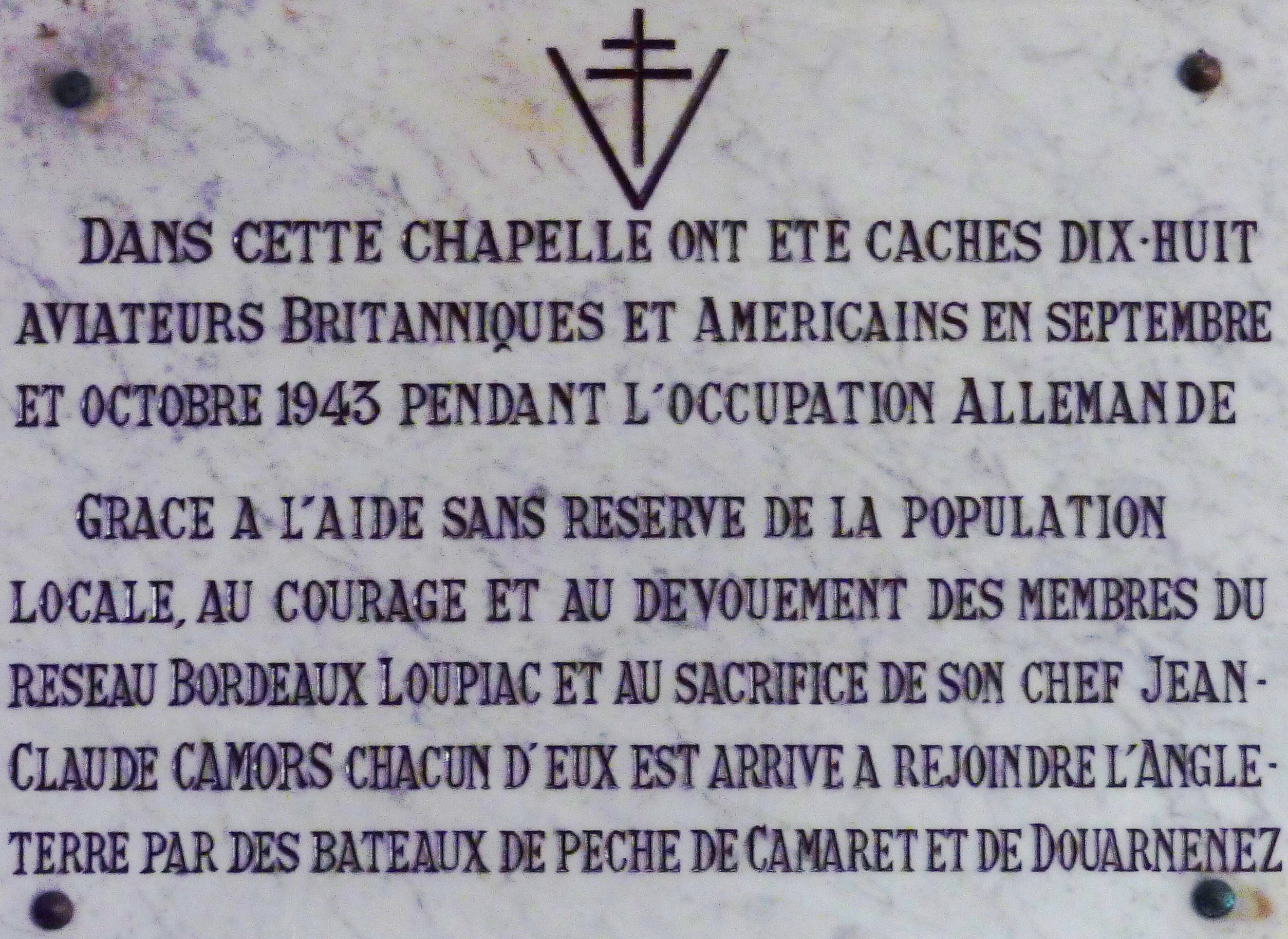
Plaque commémorative de la Résistance

- la fontaine de dévotion ;

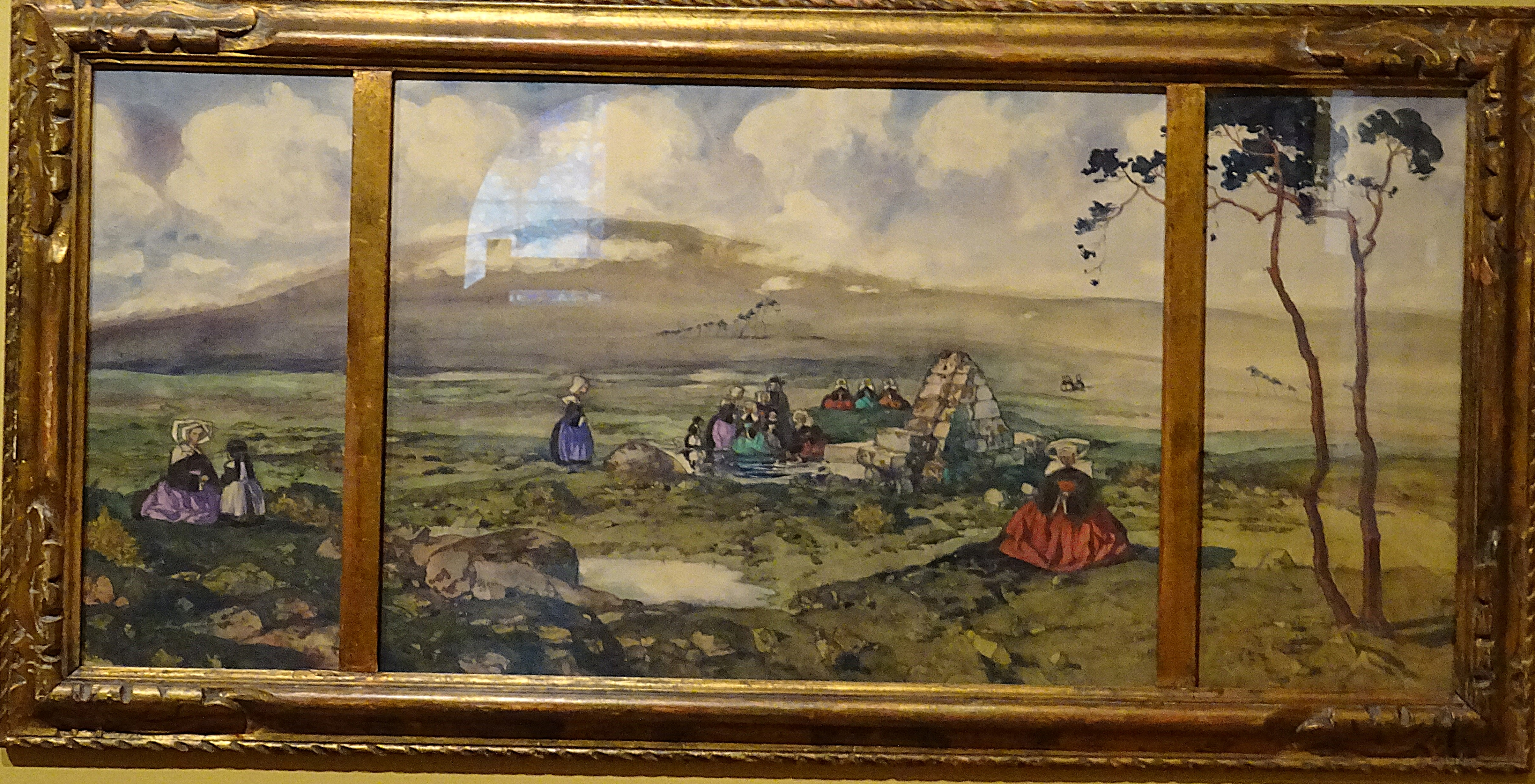
Ernest Guérin ː La fontaine Sainte-Marie du Ménez-Hom, vers 1940 (mine de plomb, aquarelle et gouache sur papier).

- En dehors de l'enclos, à quelques centaines de mètres de la chapelle sur la route de Plomodiern, la croix de Park ar Groaz Ru (“Champ de la Croix Rouge”) évoque les Templiers, moines-soldats du Moyen Âge surnommés « moines rouges » en Bretagne.

## Classement
La chapelle, ainsi que l'arc de triomphe et le calvaire font l'objet d'un classement au titre des monuments historiques depuis le 28 octobre 1916.